# 広島護国神社

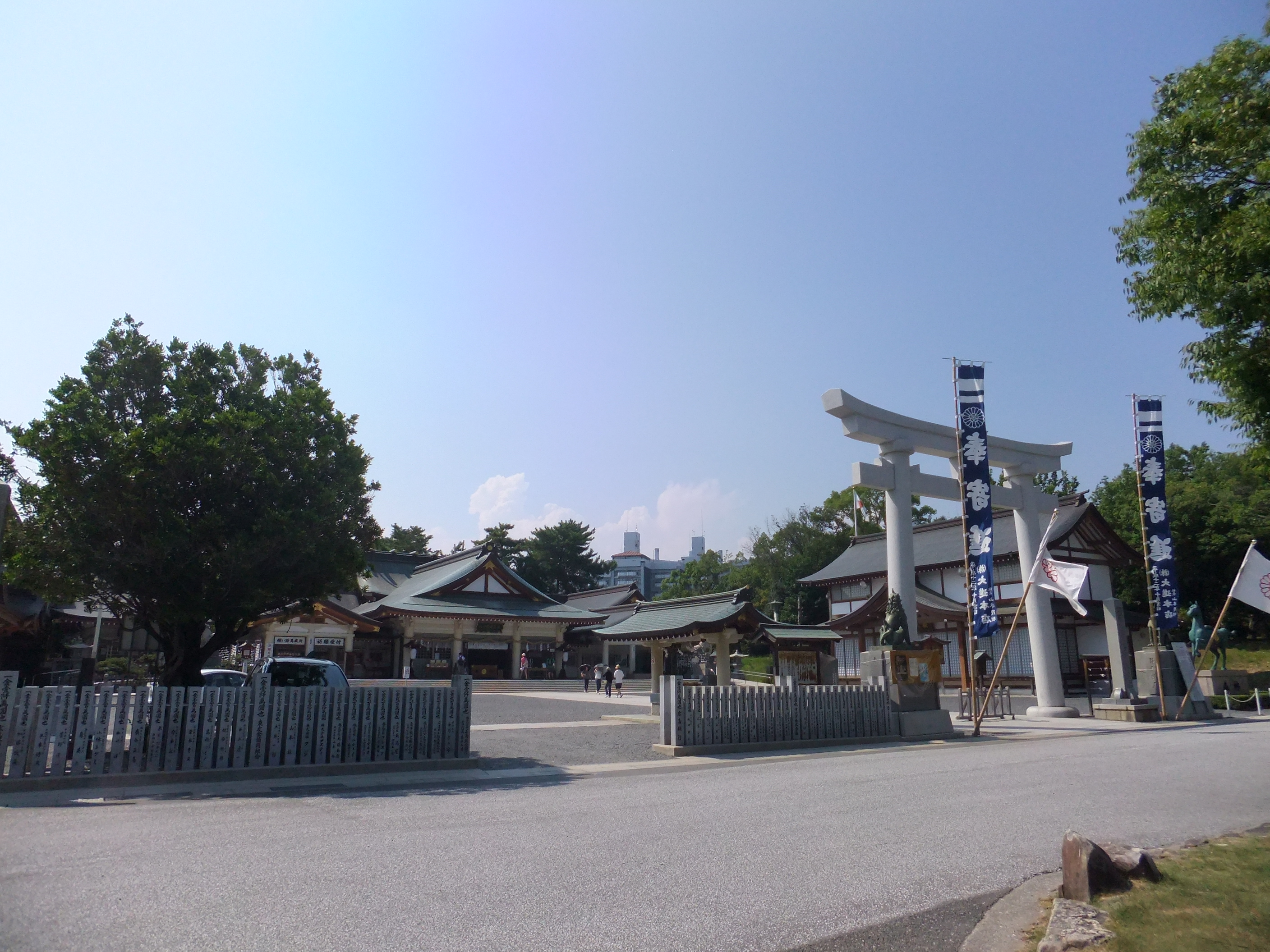
拝殿と鳥居

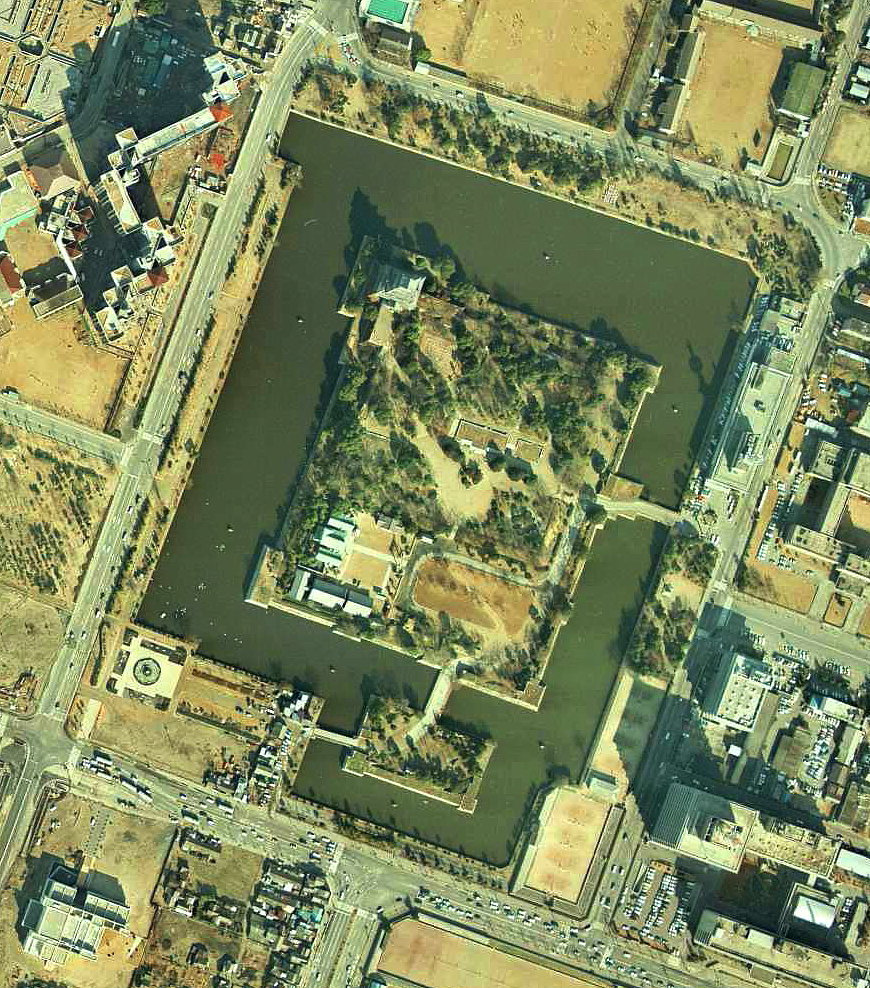
1975年1月の広島城。本丸左下付近が境内にあたる。

廣島護國神社（ひろしまごこくじんじゃ）は、広島県広島市中区にある護国神社。

## 概要
祭神は第二次世界大戦までの広島県西部（旧安芸国）出身の戦死者のほか、広島市への原子爆弾投下によって犠牲になった勤労奉仕中の動員学徒および女子挺身隊等など含め約9万2千柱である。
広島城内に敷地が存在し、位置的には広島市中央公園（広島城地域）の内部であるが、神社の敷地については1956年（昭和31年）に公園区域からは除外されている。
毎年中国地方で最も多くの初詣客が訪れ、毎年1月1日から7日までの初詣参拝者数は50万人を超える。市の中心部に位置し交通の便が良いことから、広島市民の多くが初詣に訪れる。同県には厳島神社があるが、こちらはJR宮島連絡船もしくは宮島松大汽船を利用しないと行けないため、広島護国神社よりも少ない。
また、地元プロ野球球団・広島東洋カープが必勝祈願のためチームとして参拝することでも知られている。キャンプインの1月に行われることが多い。

## 沿革
- 1868年（明治元年） - 芸州藩主浅野長訓により、廣島大須賀二葉の里に戊辰戦争に従軍して戦死した高間省三以下78人を奉祀するため「水草神社」として建立[6]
- 1876年（明治8年） - 官祭招魂社となる[7]。
- 1901年（明治34年） - 官祭広島招魂社と改称[7]。
- 1934年（昭和9年）11月6日 - 社殿の老朽化に伴い、西練兵場（現在の広島市民球場付近）の西端に移転[7]。
- 1941年（昭和16年）4月1日 - 広島護国神社と改称[7]。
- 1945年（昭和20年）
  - 8月6日 - 原爆により大鳥居以外は完全に破壊される[7]。
  - 9月 - 社司足立達は廃墟より御霊代を厳島神社に奉還[7]。
- 1947年（昭和22年）
  - 8月4日 - 社号を一時的に廣島神社と改称[7]。
  - 9月 - 旧社地に仮社殿建造、御霊代奉還[7]。
  - 12月7日 - 昭和天皇の広島行幸（昭和天皇の戦後巡幸）の際、この地に奉迎場を設置[8][9]。
- 1952年（昭和27年）4月30日 - 社殿復興造営に着手[7]。
- 1956年（昭和31年）1月30日 - 現在地に再移転し、再建される[7]。
- 1958年（昭和33年）1月14日 - 社務所造営工事完了[7]。
- 1960年（昭和35年）
  - 7月1日 - 神社本庁別表神社に加列[7]。
  - 9月28日 - 社号を廣島護國神社に複称[7]。
- 1961年（昭和36年）4月2日 - 広島護國神社崇敬会結成[7]。
- 1989年（平成元年）12月23日 - 社務所、参集殿増改築工事竣工奉告祭齋行[10]。
- 1993年（平成5年）
  - 4月22日 - 明仁親王殿下御大典記念事業として現在の社殿などが建立され、本殿遷座祭執行。4月23日に竣工奉祝大祭齋行[10]。
  - 7月2日 - 奉賛会結成[10]。
- 2009年（平成21年） - 拡張工事を全竣功した。

## 歴史
原爆被災
1945年（昭和20年）広島市への原子爆弾投下当時、護国神社は旧広島市民球場周辺にあった。原爆投下時に大鳥居を除き、当神社の建物は全て原爆で失われた。1956年（昭和31年）に現在地に移設の上で再建された。唯一残された大鳥居に関しては、中国放送横に移設された。以後小祠を設けて祭祀を続けられている。
平成の拡張工事
1998年（平成10年）に創建130周年を迎え、それに伴い施設の拡張工事を行っていたが、2009年（平成21年）に全ての工事を竣功した。その際、当神社は広島城本丸の南西部（江戸時代には馬場があった場所）に所在しているため、広島市から著しい景観変更を伴う改築をしないように答申されたため、社頭整備に11年もの歳月を要した。

## ギャラリー

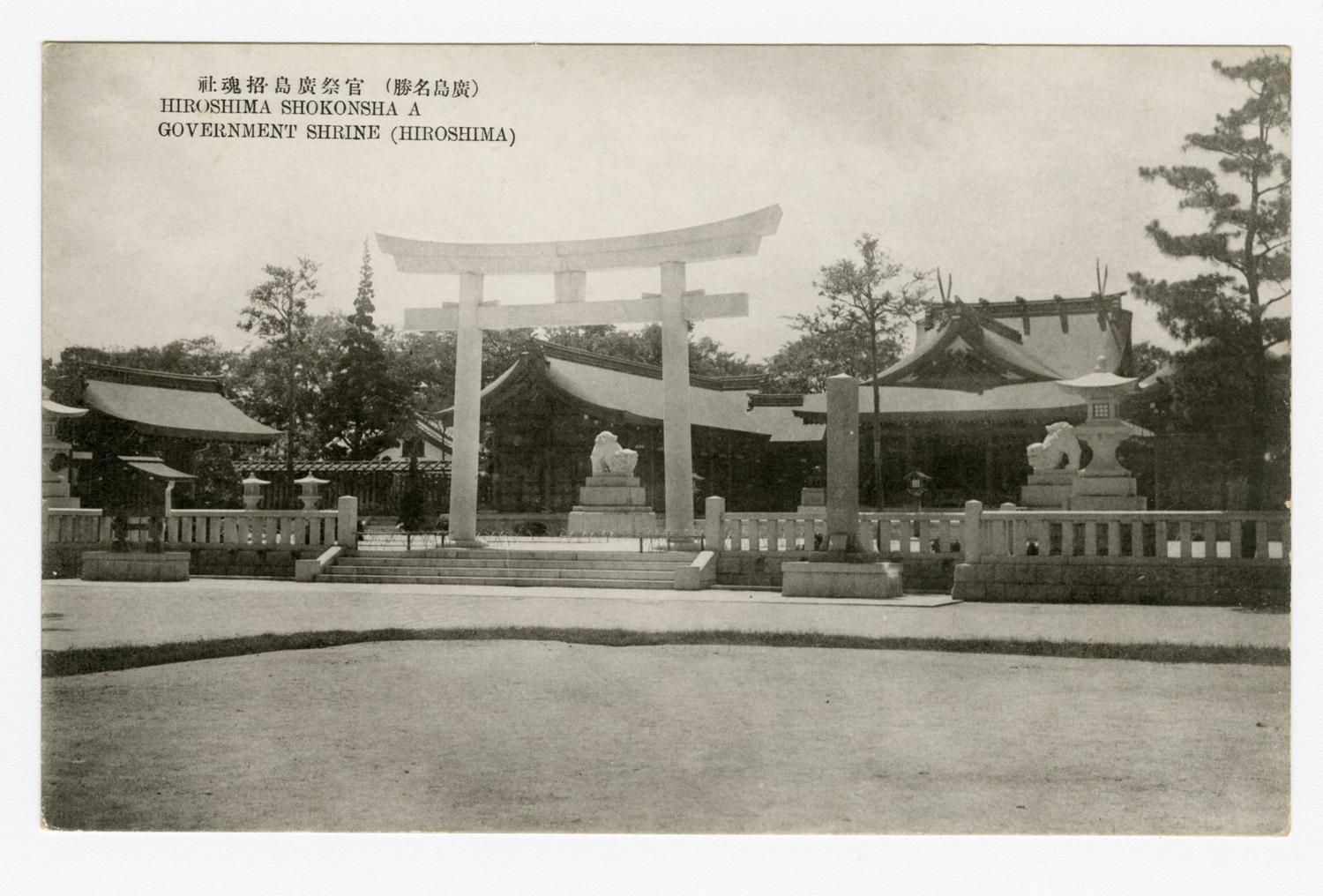
昭和初期の官祭広島招魂社
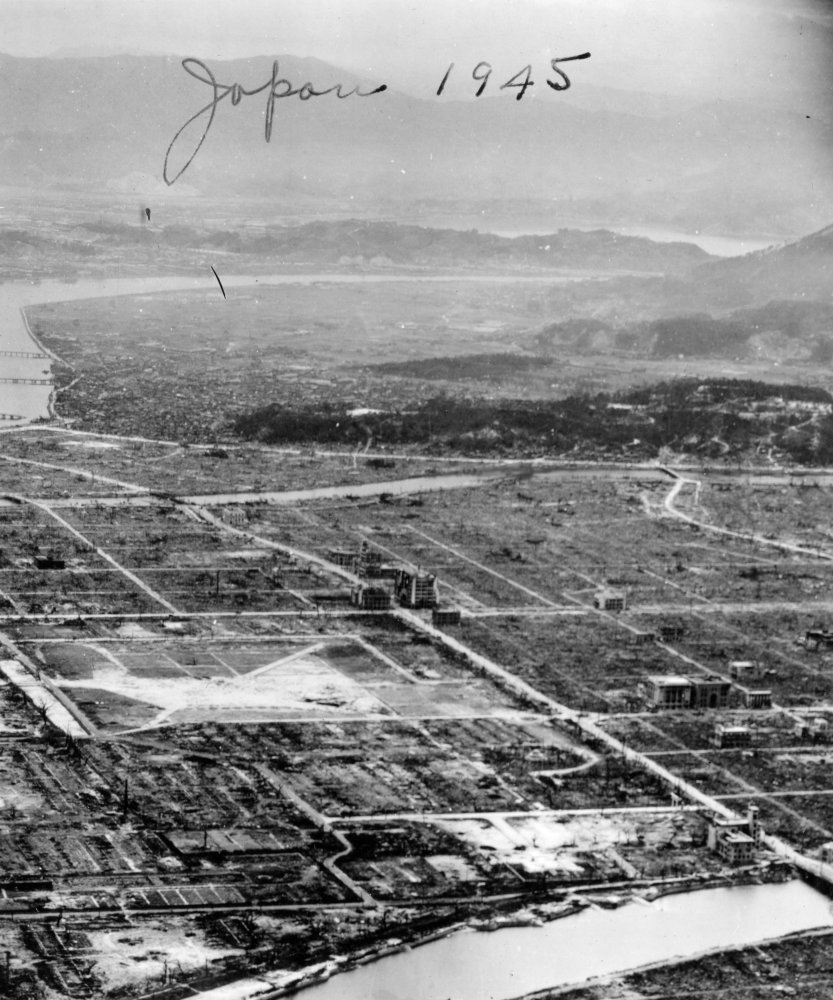
1945年原爆投下後の市中心部。手前中央付近が旧境内。
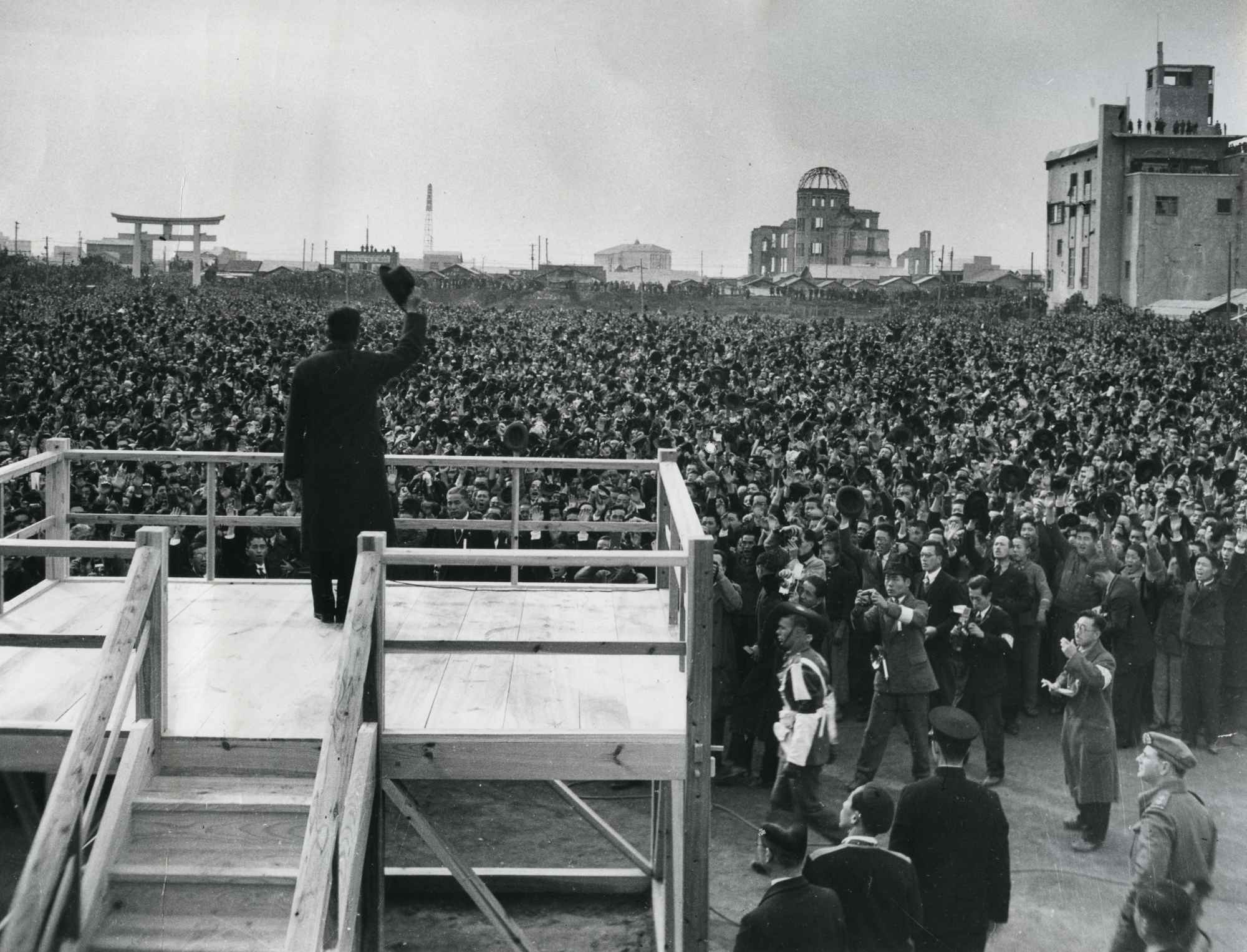
1947年昭和天皇全国巡幸。左に旧鳥居、右に原爆ドーム、右端に旧商工会議所ビルが見える。
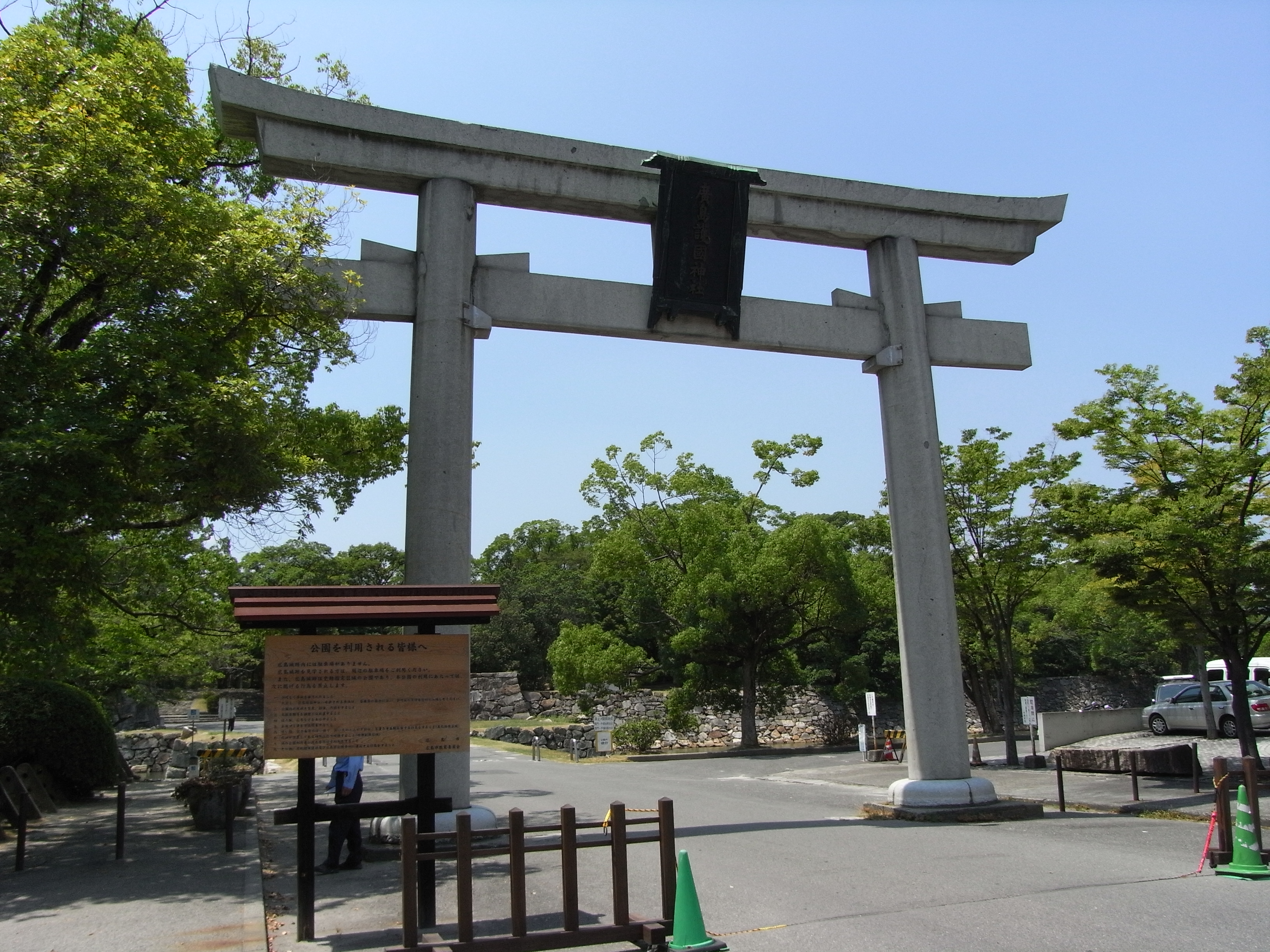
広島城裏御門付近に移された旧鳥居。
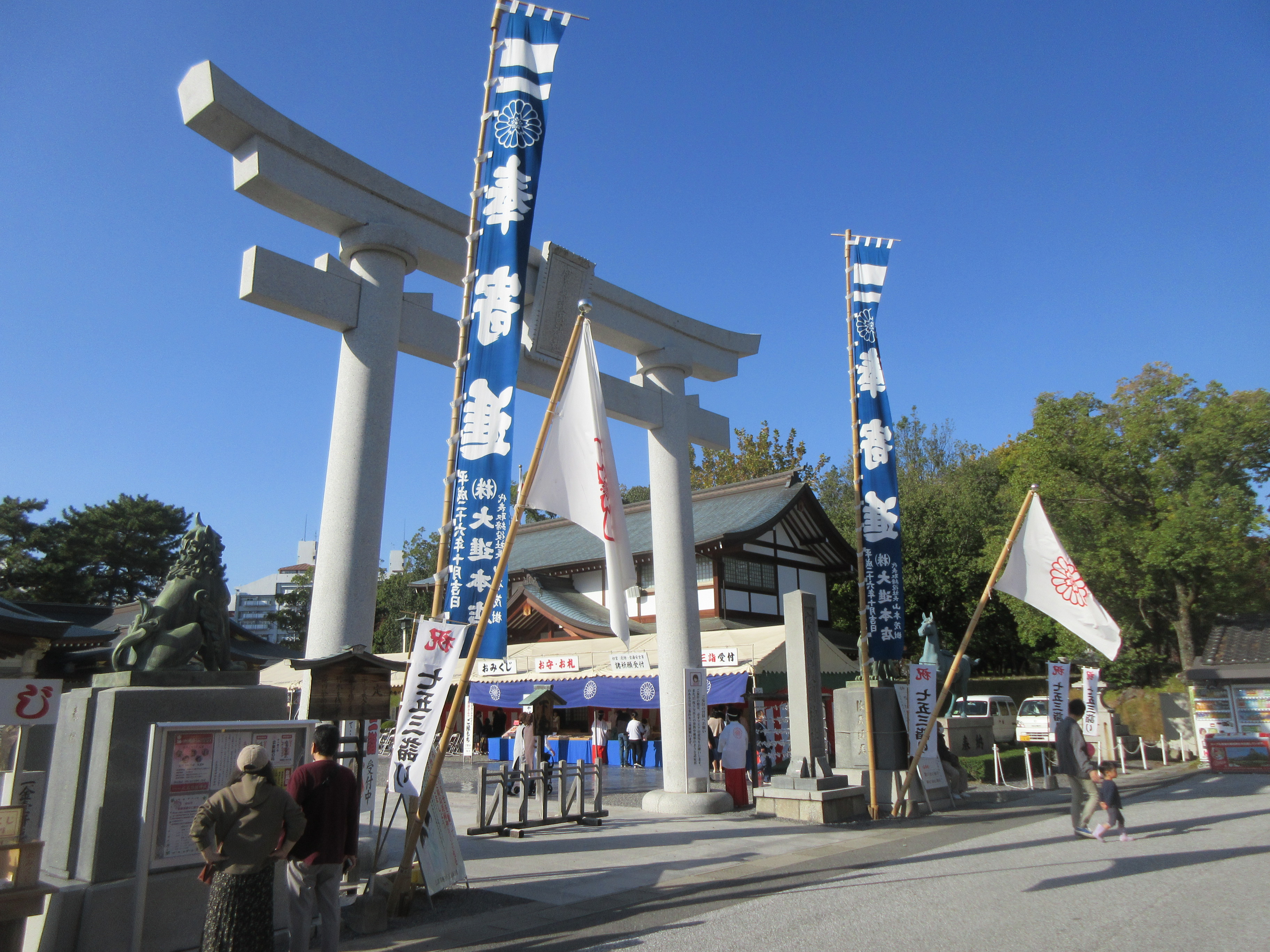
現鳥居
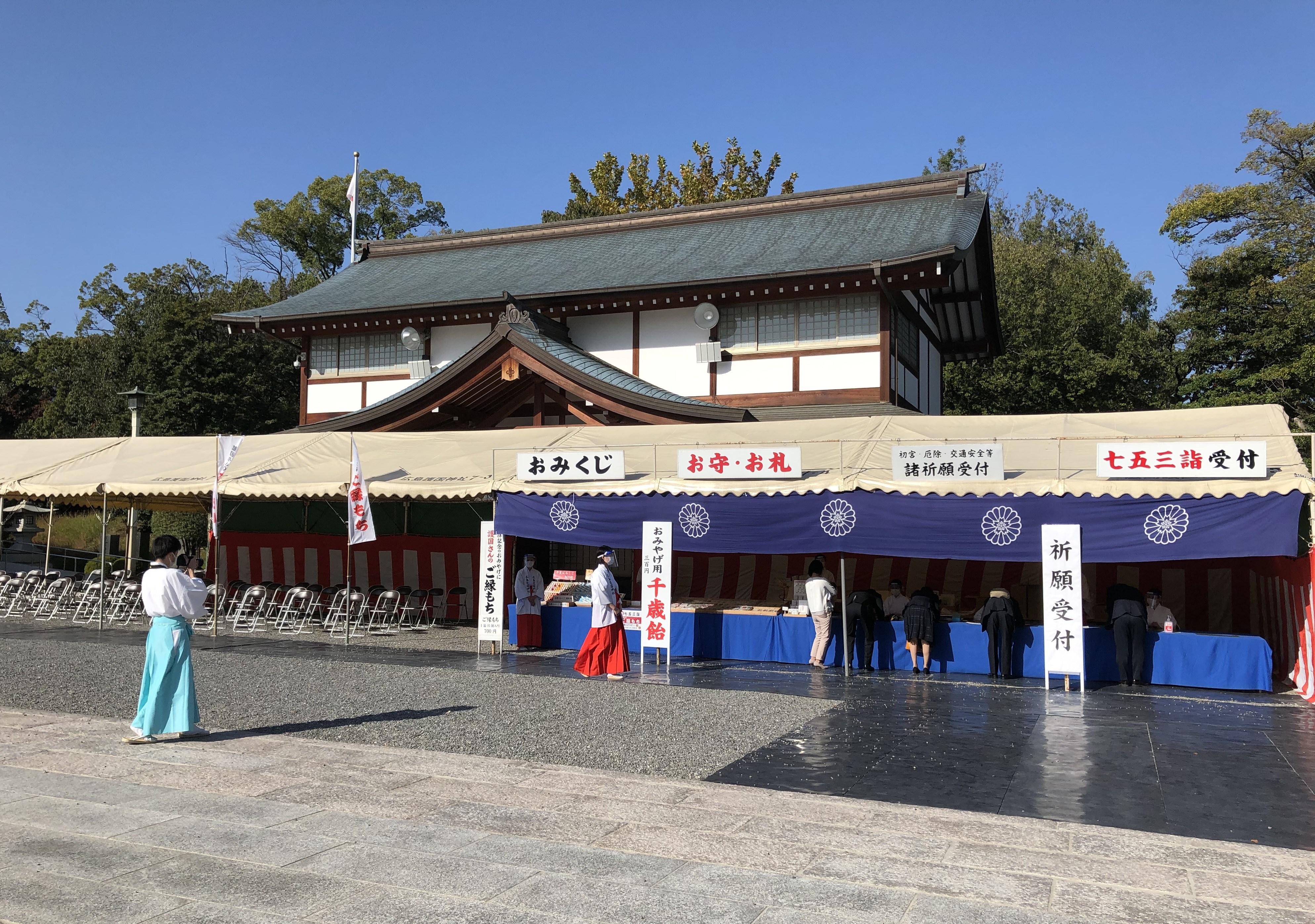
七五三詣りとおみくじの受付

## アクセス

### 鉄道
- JR西日本広島駅から徒歩27分。
- 広島電鉄紙屋町停留場から徒歩13分。
- アストラムライン 県庁前駅・城北駅から徒歩徒歩約15分。

### 車・バス
紙屋町バス停・紙屋町県庁前バス停・広島バスセンターから北へ徒歩約15分。